# Bombardement israélien du quartier général du Hezbollah
Le bombardement israélien sur le quartier général du Hezbollah (baptisé opération Nouvel Ordre, en hébreu : סדר חדש) dans la banlieue sud de Beyrouth le 27 septembre 2024 a pour cible principale Hassan Nasrallah, le secrétaire général du parti,, tué durant le bombardement. Il cause la mort de plusieurs centaines de personnes selon de premières estimations.
85 bombes d'environ une tonne ont été larguées dans le quartier de Haret Hreik, une zone densément peuplée. Plusieurs immeubles proches ou au-dessus du quartier général du Hezbollah ont été détruits.
Le bombardement est qualifié de « massacre » au Liban.

## Contexte

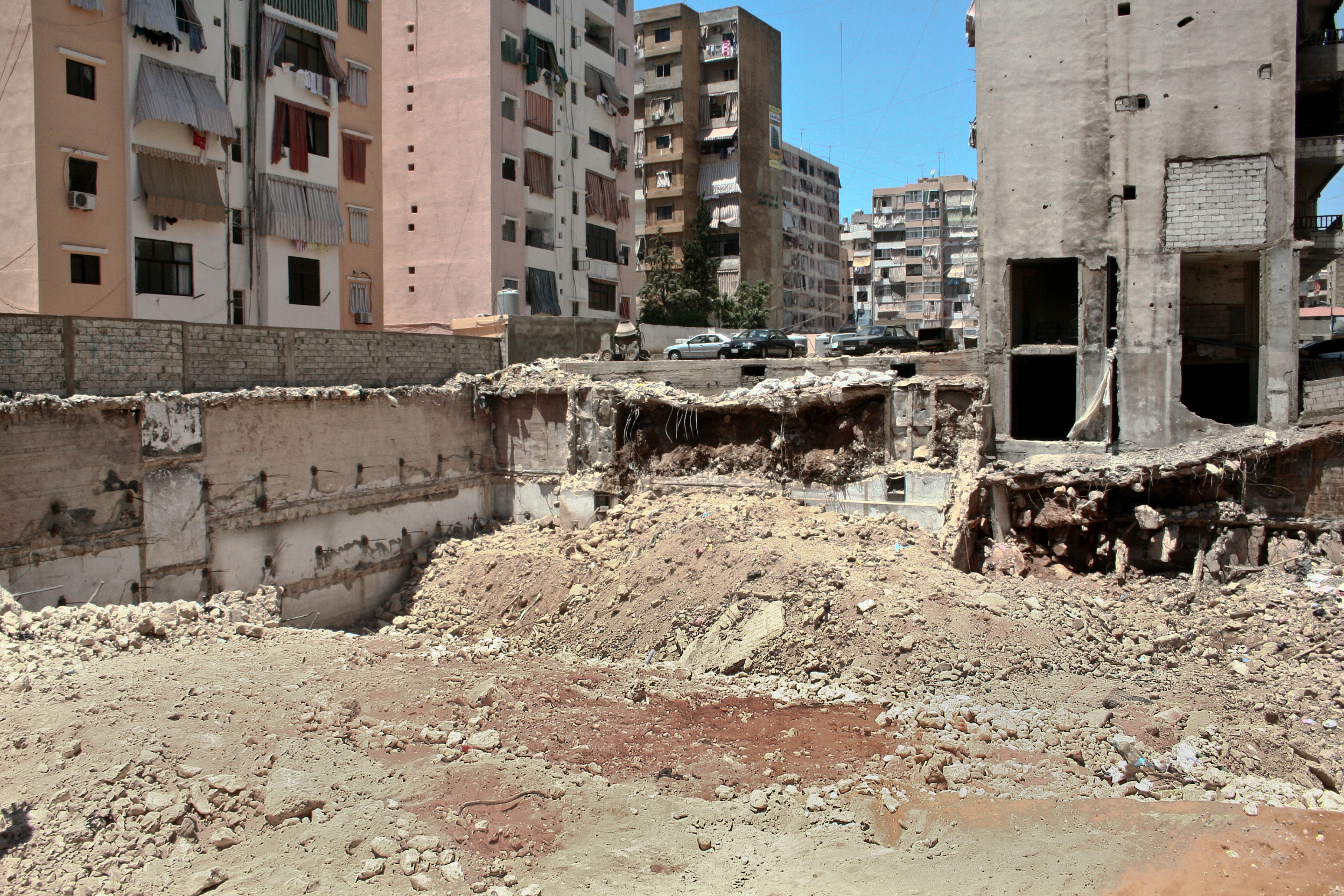
Banlieue sud de Beyrouth ; un cratère de bombe deux ans après le conflit israélo-libanais de 2006, lors duquel 220 immeubles résidentiels de cette même zone avaient été rasés par les bombardements israéliens.

Un jour après les attaques du 7 octobre 2023 du Hamas contre Israël, le Hezbollah a rejoint le conflit en soutien au Hamas en tirant des roquettes sur des localités du nord d'Israël et d'autres positions israéliennes dans le but déclaré d'obtenir un cessez-le-feu à Gaza. Depuis lors, le Hezbollah et Israël sont impliqués dans des échanges de tirs transfrontaliers, entraînant le déplacement de communautés entières en Israël et au Liban, et causant des dommages significatifs aux bâtiments et aux terres le long de la frontière. Le mouvement chiite mène des attaques et ripostes de faible intensité afin d'éviter une guerre ouverte, privilégiant une stratégie de harcèlement d'Israël. Les attaques menées contre des objectifs militaires n'ont ainsi pour but que de faire pression pour qu'un cessez-le-feu soit conclu à Gaza. En constituant une menace permanente, le Hezbollah oblige Tel-Aviv à mobiliser des troupes au nord, ce qui desserre quelque peu l'étau qui étreint le Hamas. En outre, en obligeant des milliers de civils israéliens à évacuer leurs foyers dans le nord du pays, il crée un problème politique pour Benjamin Netanyahou, lequel doit composer avec la pression de ces déplacés.
Les 17 et 18 septembre 2024, des milliers de bipeurs portatifs et de talkies-walkies ont explosé au Liban ; ces appareils avaient été distribués par le Hezbollah à ses membres. Les analystes s'accordent à considérer qu’Israël avait piégé les appareils. Les explosions ont tué 42 personnes et blessé au moins 3 500 autres ; la proportion de combattants parmi les victimes est difficile à déterminer.
Depuis le 23 septembre 2024, Israël a mené des centaines d'attaques au Liban. L'armée israélienne affirme que des avions israéliens ont ciblé 1 600 positions du Hezbollah, détruisant des missiles de croisière, ainsi que des roquettes à longue et courte portée et des drones d'attaque. Ces bombardements ont fait plus de 700 morts en trois jours, majoritairement des civils selon le ministère libanais de la Santé, et des milliers de blessés.
Le 29 septembre, l'armée israélienne entreprend des incursions terrestres dans le sud du Liban. Le bombardement du quartier général du Hezbollah pourrait avoir été effectué en prévision de cette offensive, selon la politologue Chiara Ruffa et la chercheuse Vanesa Newby.

## Attaque

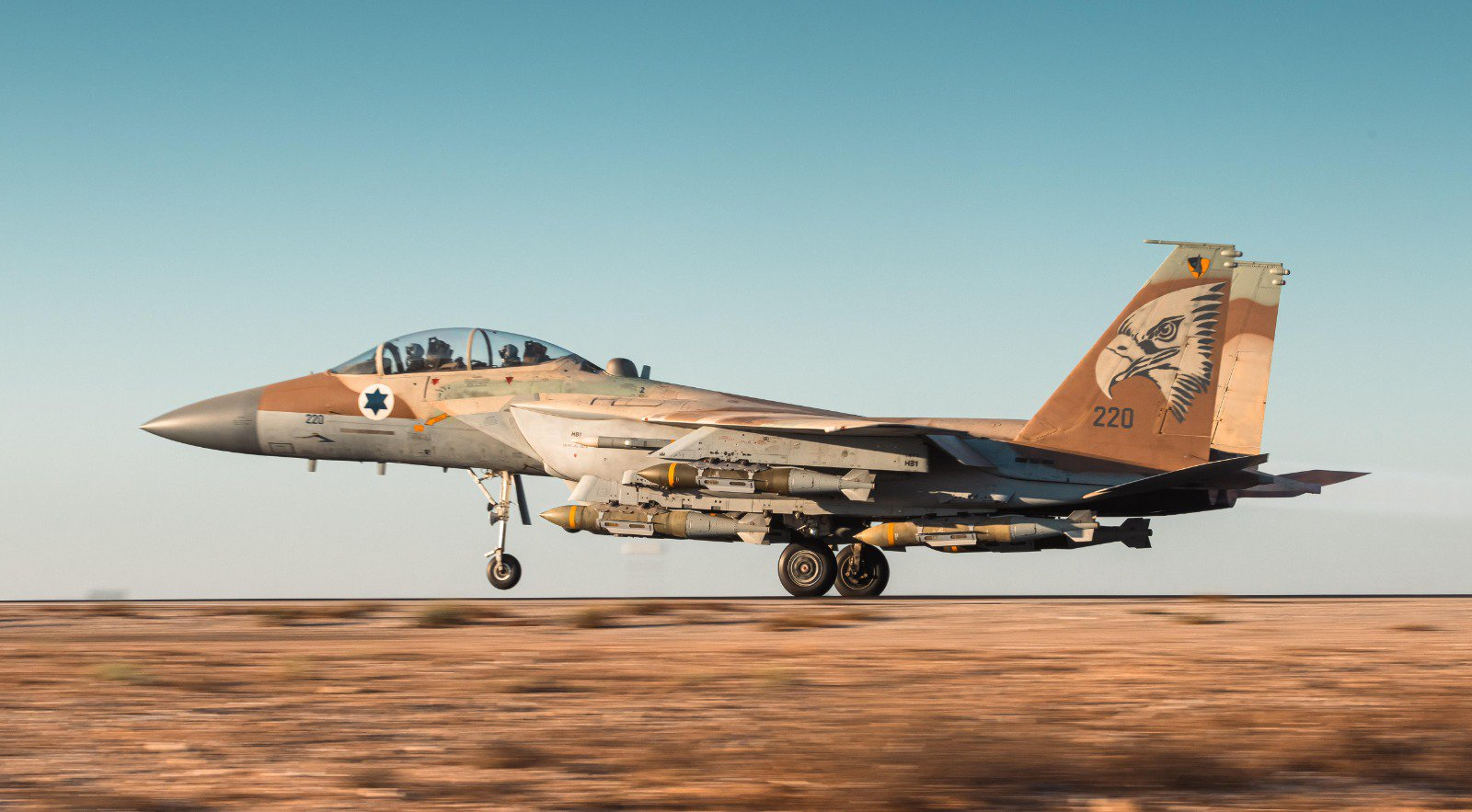
Un des avions F-15I décollant d'une base aérienne israélienne le 27 septembre 2024, transportant des munitions guidées pour la frappe aérienne.

Le quartier général du Hezbollah dans la banlieue sud de Beyrouth est visé le 27 septembre 2024 par une frappe aérienne revendiquée par Tshahal. L'explosion rase six immeubles. « D'une violence inouïe », elle  a fait trembler les murs des maisons dans un périmètre de 30 kilomètres autour de Beyrouth. Des nuages de fumée sont visibles dans le ciel,.
85 bombes de 900 kg sont tombées en quelques minutes dans une zone densément peuplée,. Les bombes sont probablement de fabrication américaine, ; le sénateur américain Mark Kelly confirme cette analyse le 30 septembre. Selon CNN, pour ce type de bombes, « le rayon de l'explosion, ou fragmentation mortelle (la zone d'exposition à la blessure ou à la mort autour de la cible), peut atteindre 365 mètres ». En mai 2024, dans le contexte de la guerre à Gaza, les États-Unis avaient cessé la livraison à Israël de bombes de 900 kg en raison de leurs effets dévastateurs sur les civils de l'enclave palestinienne.
Selon le chercheur en sciences politiques David Rigoulet-Roze, l'armée israélienne aurait procédé en deux temps, les premières bombes larguées ayant détruit les immeubles situés dans la zone et les suivantes, les bunkers souterrains. L'aviation israélienne aurait utilisé selon ses propres dires des F-15I armés de BLU-109 équipées de kits JDAM.
Une source proche du renseignement israélien a communiqué à l'agence Reuters, 24 heures avant le bombardement, l'information selon laquelle « Israël depuis 20 ans concentrait ses efforts de renseignement sur le Hezbollah et pourrait frapper Nasrallah quand il le voulait, y compris sur son QG ».
L'attaque a pour nom de code opération Nouvel Ordre (en hébreu : סדר חדש).
La frappe dans la banlieue de Dahiyeh à Beyrouth est survenue peu de temps après que le Premier ministre israélien Benyamin Netanyahou a pris la parole aux Nations unies, promettant que la campagne d'Israël contre le Hezbollah se poursuivrait,,,,,. Certains journalistes parlant d'une possible diversion pour abaisser la prudence du Hezbollah,,.

## Victimes

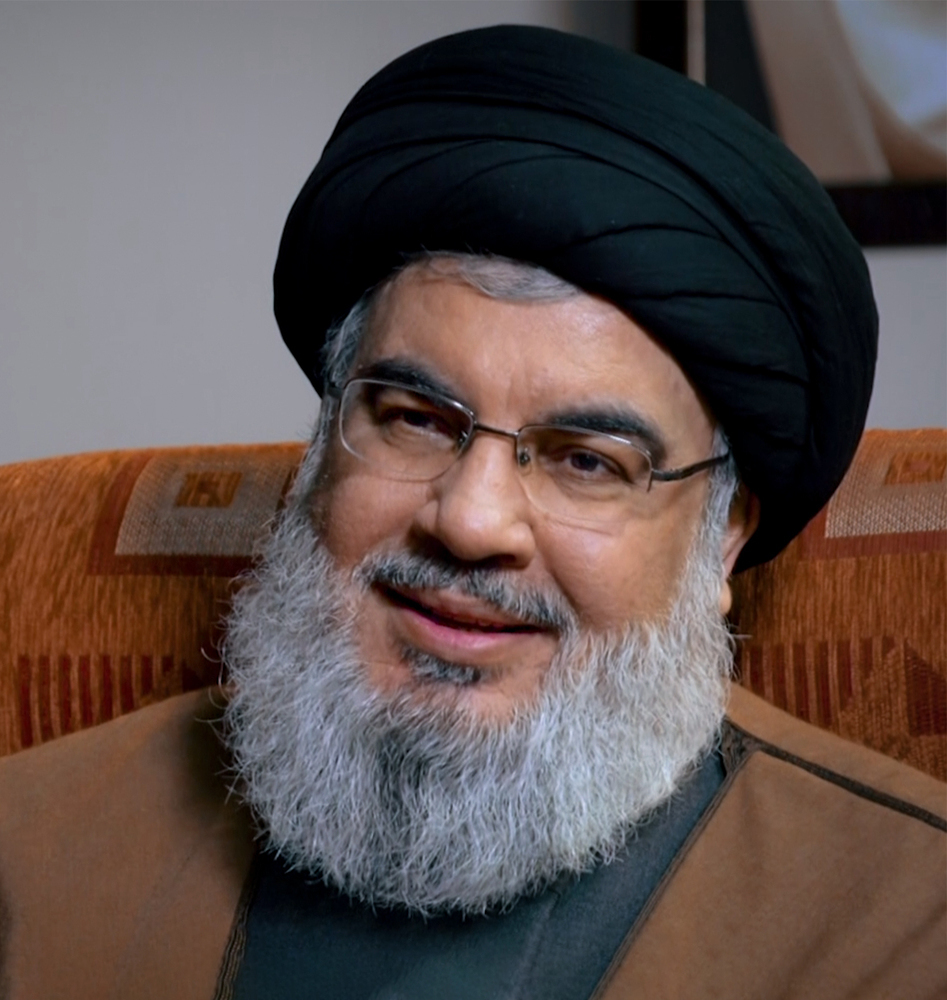
Hassan Nasrallah, en 2019.

Le raid entraine la mort d'Hassan Nasrallah, cible principale, et de plusieurs hauts responsables du Hezbollah dont Ali Karaki (en), commandant du front sud du Hezbollah, et aussi Abbas Nilforoushan, général iranien, commandant adjoint du Corps des gardiens de la révolution islamique (IRGC) et commandant de la Force Al-Qods au Liban.
La zone frappée par Israël est réputée pour être densément peuplée,,. L'immeuble sous lequel se trouvait l'installation souterraine du Hezbollah a été entièrement détruit. Des estimations préliminaires israéliennes font état de 300 morts à la date du 27 septembre ; quant au ministère de la Santé libanais, il confirme la mort de 33 personnes et l'existence de 195 blessés ; les recherches dans les décombres se poursuivent.

## Analyses

### Aspects juridiques
Alors que 300 victimes civiles - selon des estimations préliminaires - ont été tuées dans l'attaque, ces morts ont suscité peu de commentaires. Heidi Matthews, professeure canadienne de droit à la Osgoode Hall Law School, souligne à ce sujet le contraste avec le début des années 2000 où une attaque était considérée comme « illégitime » au-delà de 30 victimes civiles. Ainsi selon cette juriste, pendant la seconde guerre d'Irak, « même une opération contre Saddam Hussein ne justifiait pas de tuer plus de 30 personnes ». La « guerre contre le terrorisme » menée par les États-Unis serait responsable de cette acceptation plus grande d'un nombre élevé de morts parmi les civils.
Luca Trenta, spécialiste de relations internationales, et ses collègues, rappellent que l'élimination de Hassan Nasrallah est un assassinat ciblé, et notent que les autorités américaines qui condamnaient encore au début des années 2000 les exécutions extrajudiciaires de militants palestiniens, se sont félicitées de celle de Nasrallah en septembre 2024. Selon Luca Trenta et ses collègues, Israël a mené de son propre aveu « une campagne concertée pour remodeler le droit international ». Comme l’a déclaré un responsable israélien, « si vous faites quelque chose pendant suffisamment longtemps, le monde l’acceptera ». Israël et les Etats-Unis seraient conjointement responsables d'une normalisation au fil des ans des assassinats, ces deux États ne se donnant même plus la peine de justifier juridiquement de tels actes. Le philosophe Roland Schaer situe le bombardement du quartier général du Hezbollah dans le contexte d'une « vague d’exécutions extra-judiciaires s’affranchissant du droit » commises par Israël au Liban.

### Aspects politiques
Selon le chercheur David Khalfa, codirecteur de l’Observatoire de l’Afrique du Nord et du Moyen-Orient à la Fondation Jean-Jaurès, cette attaque montre la volonté d’Israël « de détruire totalement l’appareil politico-militaire du Hezbollah » et pourrait « changer la donne de la dynamique guerrière » et entraîner une « aggravation du conflit », particulièrement si l’Iran réagit.
Néanmoins, le chercheur Hamidreza Azizi de l’institut Institut allemand pour les affaires internationales et de sécurité (en), à Berlin a expliqué au Monde que « l’Iran n’a aucune bonne option dans la nouvelle donne » car quelle que soit la réponse de l'Iran, Israël cherchera à tout prix à affaiblir l'« Axe de la résistance » et « sans les groupes membres de l’axe, Téhéran ne peut pas mener une guerre contre Israël ». Selon Le Monde, cela expliquerait la prudence de l'Iran dans sa réaction à la mort d'Hassan Nasrallah et aux bombardements. L'Iran disposerait néanmoins d'un atout en la personne des Houthis.
L'historienne Jihane Sfeir, professeure à l'Université libre de Bruxelles, rappelle la forte présence de la mémoire des combattants morts au Sud-Liban dans de longues luttes contre Israël, mémoire qui marque l'espace, et habite les familles endeuillées. Elle estime la violence subie dans le dernier conflit alimente surtout un désir de vengeance.

## Réactions

### Communauté internationale
L’ONU a exprimé sa « vive inquiétude » et Jeanine Hennis-Plasschaert, coordonnatrice spéciale des Nations unies pour le Liban, a souligné que « la ville tremble encore de peur et la panique est généralisée. Il est urgent de cesser le feu ». Elle se dit aussi « profondément alarmée et inquiète de l'impact civil potentiel des frappes massives sur la banlieue sud de Beyrouth ».
Dans le monde de manière générale, la communauté internationale craint un embrasement au Liban, et dans la région.

### Position américaine
Washington a affirmé ne pas avoir été mis au courant de cette frappe. La réaction de Joe Biden et Kamala Harris, qui se félicitent de l'assassinat de Hassan Nasrallah, s'oppose à celles de l'ONU et de nombreux pays qui redoutent les conséquences de ce bombardement. Le HuffPost analyse la position des États-Unis comme étant celle d'un pays qui est le « premier soutien militaire et diplomatique » d'Israël ; de plus, si Hassan Nasrallah n'était pas encore le secrétaire général du Hezbollah au moment des attentats de Beyrouth de 1983 visant des marines américains (il ne le devient qu'en 1992), il était un cofondateur de ce parti ; enfin, selon la presse américaine relayée par le Huffpost, cette approbation américaine ne serait que de façade, masquant des tensions entre le président démocrate Joe Biden et Benyamin Netanyahou.

### Au Liban
La presse libanaise, « quelle que soit son orientation politique et religieuse », a respecté le deuil d'une partie des Libanais dans sa couverture de l'assassinat de H. Nasrallah, en évitant les propos éventuellement clivants. Le quotidien An Nahar souligne l'incertitude qui marque le sort du pays après ce bombardement meurtrier. Le média indépendant L'Orient-Le Jour recense les hommages nationaux au chef du Hezbollah, comme ceux du patriarche maronite Béchara Raï - par ailleurs très critique à l'égard du Hezbollah - qui a  condamné « la culture de la mort » et appelé la communauté internationale à s'efforcer de mettre fin au « cycle de la guerre, de la tuerie, de la destruction ». Des dirigeants de la communauté chrétienne alliés du Hezbollah ont souligné le rôle de Nasrallah dans la résistance à Israël, rapporte Newsweek. Toutefois les dirigeants chrétiens opposés au Hezbollah gardent le silence, contrastant avec la majorité de la classe politique libanaise, qui rend hommage à Nasrallah.

#### Classe politique
L'écrasante majorité de la classe politique libanaise, des alliés les plus constants du Hezbollah jusqu'à ses adversaires (à l'exception du silence des Forces libanaises), rend hommage à Nasrallah.
Le Premier ministre Najib Mikati rend hommage à Nasrallah au début du Conseil des ministres, qui se tient le 28 septembre 2024. Il inaugure la séance par une minute de silence, avant de décréter trois jours de deuil national. Le président de la Chambre des députés (ar), Nabih Berri, publie un texte d'adieu, dans lequel il déclare : « Tous les mots qui peuvent être prononcés lors de vos adieux restent petits par rapport à votre stature et à votre turban. Tous les mots qui peuvent être prononcés lors de vos adieux sont plus petits que votre tête, qui ne s'est inclinée que devant Dieu Tout-Puissant ». L'ancien président et commandant en chef de l'armée libanaise, Michel Aoun, déplore la perte d'« un leader sincère et exceptionnel qui a mené la résistance sur la voie de la libération et de la victoire ». Le président du Courant patriotique libre, Gebran Bassil, présente ses condoléances « à tous les Libanais », affirmant que « c’est une grosse perte » mais que « la tristesse que nous ressentons est encore plus grande ». L'ancien Premier ministre et chef du courant du Futur, Saad Hariri, présente ses condoléances à la famille d'Hassan Nasrallah et à ses compagnons. Il dénonce son assassinat comme un « acte lâche » et appelle les Libanais à « faire preuve de solidarité et d’unité », en dépassant « les diférences et l’égoïsme ». Le chef de la communauté druze et ancien président du Parti socialiste progressiste, Walid Joumblatt, déclare que « Hassan Nasrallah et ses camarades ont rejoint la longue caravane des martyrs sur la route de la Palestine ». Il adresse ses « condoléances au Hezbollah » et rend « hommage à la vie des civils innocents ». Le chef des Marada, Sleiman Frangié, se contente du message suivant : « Le symbole n’est plus, la légende est née et la résistance continue ».
Le chef du Parti Kataeb, Samy Gemayel, et le président des Forces libanaises, Samir Geagea, opposants notoires du Hezbollah, sont quant à eux restés mutiques.

### En Syrie
En Syrie, l'annonce de la mort de Hassan Nasrallah est suivie d'éruptions de joie dans plusieurs villes tenues par l'opposition, notamment Idlib, Azaz et Sarmada (en).
De son côté, le gouvernement syrien décrète trois jours de deuil officiel, le Premier ministre Hussein Arnous précisant que « les drapeaux seront mis en berne dans toute la République arabe syrienne et dans toutes les ambassades [...] pour la durée de cette période ». Le 29 septembre 2024, le président Bachar el-Assad adresse une lettre à « la Résistance Nationale Libanaise » et à « la famille du martyr Hassan Nasrallah », dans laquelle il vante notamment l'aide que ce dernier lui a apporté dans la guerre civile syrienne.

## Frappes iraniennes du1eroctobre
L'Iran tire 188 missiles en direction territoire israélien le 1er octobre 2024, en « représailles » à l'élimination par Israël de Hassan Nasrallah le 27 septembre, ainsi qu'à celle d'autres dirigeants du Hezbollah, formation pro-iranienne. Les missiles ont été dans leur grande majorité interceptés par l'armée israélienne, qui a reçu l'aide des États-Unis ; un éclat de missile tombe cependant à Jéricho en Cisjordanie où un Palestinien est tué, et deux personnes sont blessées en Israël.
Selon l'analyse du Guardian, ces frappes iraniennes révèlent un changement de ligne politique des dirigeants iraniens, qui s'étaient abstenus de riposter après l'assassinat par Israël d'Ismaël Haniyeh, chef politique du Hamas, à Téhéran même, le 31 juillet 2024. Pour ces dirigeants, leur retenue a pu encourager Benyamin Netanyahou à poursuivre l'escalade en ordonnant le bombardement du quartier général du Hezbollah.